# 1. slovenská národní hokejová liga 1992/1993
1. slovenská národní hokejová liga 1992/1993 byla 24. a zároveň posledním ročníkem jedné ze skupin československé druhé nejvyšší hokejové soutěže. Po rozpadu Československa soutěž plynule přešla v 1. hokejovou ligu SR.

## Systém soutěže
Všech 12 týmů se v základní části utkalo čtyřkolově každý s každým (celkem 44 kol). Nejlepších 6 týmů přímo postoupilo do nově vzniklé Slovenské extaligy. Zbylých 6 týmů se účastnilo 1. hokejové ligy SR 1993/1994, do které navíc postoupily 4 nejlepší týmy 2. SNHL.

## Základní část
| Poř. | Tým                            | Zápasy | Výhry | Remízy | Prohry | Skóre   | Body |
| ---- | ------------------------------ | ------ | ----- | ------ | ------ | ------- | ---- |
| 1.   | AC Nitra                       | 43     | 30    | 6      | 7      | 200:112 | 66   |
| 2.   | HK 32 Liptovský Mikuláš        | 44     | 28    | 6      | 10     | 195:104 | 62   |
| 3.   | Hutník ZŤS Martin              | 44     | 26    | 7      | 11     | 177:120 | 59   |
| 4.   | ZPA Prešov                     | 44     | 24    | 7      | 13     | 150:115 | 55   |
| 5.   | ZTK Zvolen                     | 44     | 22    | 5      | 17     | 171:147 | 49   |
| 6.   | Štart Spišská Nová Ves         | 44     | 20    | 8      | 16     | 167:126 | 48   |
| 7.   | Iskra Smrečina Banská Bystrica | 44     | 21    | 6      | 17     | 183:151 | 48   |
| 8.   | CAPEH Dubnica nad Váhom        | 44     | 20    | 4      | 20     | 164:170 | 44   |
| 9.   | MEZ VTJ Michalovce             | 44     | 17    | 7      | 20     | 150:157 | 41   |
| 10.  | VTJ Senica                     | 44     | 8     | 8      | 28     | 135:235 | 24   |
| 11.  | VTJ Topoľčany                  | 43     | 6     | 7      | 30     | 105:206 | 19   |
| 12.  | HK 31 Kežmarok                 | 44     | 4     | 3      | 37     | 121:275 | 11   |

- Zápas AC Nitra – VTJ Topoľčany byl po první třetině přerušen kvůli výbuchu na zimním stadionu. Zápas se po dohodě klubů v náhradním termínu neopakoval.

## Kádr AC Nitra
- Brankáři: Harvánek, Brňo, Hradecký
- Hráči v poli: Milo, Košťál, Beran, Šmidriak, Skovajsa, Chromčo, Darula, Miklík, Kukla, Bafrnec, Hrtús, Kolečáni, Janček, Škvarka, M. Fleischer, Kostolanský, Pauček, Konc, Štefanka, Dávid, Galo, Šípoš, Šafárik, Sakmar, Socha, Kopček, Lőrinc, Zeman.
- Tréneři: J. Jiřík, P. Letko.